# Зверь во мне (фильм)
«Зверь во мне» (англ. Beast in Me) — американский спортивный драматический фильм в мире смешанных боевых единоборств, находящийся на этапе монтажно-тонировочного периода и производящийся при сотрудничестве с бойцовской организацией ONE Championship. Роль центрального протагониста исполнил Дэниэл Макферсон, антагониста — мастер боевых искусств Брен Фостер, который также выступил в качестве постановщика боевых сцен. В остальных ролях снялись Рассел Кроу, Люк Хемсворт, Келли Гейл и другие актёры. Кроу также стал соавтором сюжета и сценария вместе с Дэвидом Фриджерио, одним из основных продюсеров. На должность режиссёра был нанят Тайлер Эткинс, единственной режиссёрской работой которого до этого значилась драма «Бегущие за волной» (2022) с Хемсвортом в главной роли. 
Съёмочный период начался в октябре 2024 года в Сиднее, Австралия, и завершился в январе 2025 года в Бангкоке, Таиланд. Заключительная часть съёмок, в частности финального поединка между персонажами Макферсона и Фостера, проходила на бангкокской арене Impact Arena во время турнира ONE 170. 
Выход в кинотеатральный прокат запланирован на начало 2026 года.

## Сюжет
Бывший боец смешанных единоборств Паттон Джеймс уже 10 лет как оставил занятия бойцовским спортом, чтобы содержать сына и супругу Лусиану. Однако когда его брат связывается с преступниками, попадает из-за них в финансовые неприятности и сталкивается с избиением от злостного бойца по имени Хавьер Грау, Паттон решает отомстить за него и сразиться с Хавьером на турнире лиги ONE Championship под наставничеством своего давнего тренера Сэмми.

## В ролях
- Дэниэл Макферсон — Паттон Джеймс
- Брен Фостер — Хавьер Грау
- Рассел Кроу — Сэмми
- Люк Хемсворт
- Моджиан Ариа[англ.] — Мэлон
- Келли Гейл — Лусиана
- Джордж Бёрджесс
- Эми Шарк
- Чатри Ситйодтон[англ.] — в роли самого себя